# Shunt (dialyse)
Een shunt ten behoeve van nierdialyse maakt het mogelijk een dialysemachine aan te sluiten op de bloedbaan van de patiënt.

## Principe
Bij mensen die door nierfalen aangewezen zijn op nierdialyse moet de dialysemachine met daarin de kunstnier worden aangesloten op de bloedbaan van de patiënt. Een normaal bloedvat is hiervoor ongeschikt omdat deze snel beschadigd raakt. Ook is een normaal bloedvat te klein waardoor er te weinig bloed doorheen kan stromen (bij hemodialyse moet er in ongeveer vier uur 40 a 60 liter bloed doorheen stromen!).

## Soorten shunts
Er bestaan veel verschillende soorten shunts, maar veel voorkomende zijn de shunts waarbij een verbinding wordt gelegd tussen een ader en een slagader. Normaal gesproken vloeit het bloed niet rechtstreeks van een slagader in een ader. Bij een dergelijke kunstmatige shunt zal door de bloeddruk in de slagader de ader groter worden. Dit proces wordt rijpen genoemd. Na deze periode is de opgezwollen ader makkelijk aan te prikken. Dit type shunts hebben een lange levensduur, met weinig kans op infecties en complicaties. Het aanprikken van deze shunt is pijnlijk. Daarom wordt regelmatig gebruikgemaakt van een verdovende zalf.
Voor het aanleggen van een shunt tijdens een operatie worden de vaten kwalitatief gecontroleerd. Tijdens deze periode moeten de vaten worden gespaard om beschadiging te voorkomen. Zo mogen geen venapuncties worden verricht of bloeddruk worden gemeten. Het beschermen van de bloedvaten tegen beschadiging wordt venapreservatie genoemd.
De meest voorkomende shunts:
- Cimino-shunt: in de onderarm
- Brachialisfistel: Ciminoshunt geplaatst in de elleboogplooi
- Shunts met een prothese: de verbinding tussen ader en slagader wordt gemaakt door een kunststof prothese

Shunts zijn na plaatsen en rijping goed te zien, goed te voelen (trillen) en goed te horen (ruis).
Na het plaatsen moet de patiënt uiterst zorgvuldig omgaan met de shunt. Zo mag een patiënt niet op de shuntarm gaan liggen, mag geen knellende kleding of sieraden worden aangetrokken en moet het dragen van zware lasten worden vermeden. Ook niet alle sporten zijn meer toegestaan.

## Complicaties
- Infecties
- Stenose: hierdoor kan dotteren noodzakelijk zijn
- Littekenvorming: op termijn wordt hierdoor het aanprikken steeds meer beperkt. Uiteindelijk kan dit ertoe leiden dat de shunt niet meer gebruikt kan worden en dat er andere toegangswegen tot de bloedbaan moeten worden gezocht.

Belangrijke aanwijzingen die kunnen duiden op complicaties:
- Verkleuring van de huid.
- Slechte genezing van de prikgaatjes en andere wondjes aan de shuntarm.
- Gevoelloze, koude en of blauwe vingers.
- Zwelling.
- De trilling in de shunt is niet meer voelbaar of heeft plaats gemaakt voor kloppen.
- Het geluid in de shunt is zachter of heeft een hogere toon.